# Havana
Havana (in het Nederlands ook wel Havanna, in het Spaans La Habana) is de hoofdstad van Cuba en met 2.129.561 inwoners (2022) ook verreweg de grootste stad. De stad speelde een belangrijke rol in de Spaanse kolonisatie van Latijns-Amerika en kende een culturele bloei in de 19e eeuw waardoor het De parel van de Cariben werd genoemd. De stad ligt in het noordwesten van Cuba en is tevens een Cubaanse provincie (la provincia de La Habana).

## Geschiedenis
De Spanjaard Diego Velázquez de Cuéllar stichtte in 1515 de 'eerste' stad in Cuba in het zuidoosten van het eiland, nabij het huidige Baracoa in de provincie Guantánamo. Later volgde in het westen de stichting van Havana, aanvankelijk op de Cubaanse zuidkust in de gelijknamige provincie en na vier jaar verplaatst naar de huidige locatie aan de noordkant van het eiland, omdat de rotsachtige baai betere bescherming bood dan de zanderige moerasbodems op de zuidkust. De naam Havana is afgeleid van het inheemse opperhoofd Habaguanex. De stad zou uitgroeien tot een belangrijke handelshaven voor de Spanjaarden in de Nieuwe Wereld en een aanlegplaats voor de goudtransporten vanuit Mexico naar Spanje.
Havana is meermaals geplunderd door piraten en in 1555 platgebrand onder bevel van de Fransman Jacques de Sores. Men heeft dan ook veel moeite gedaan om de stad goed te versterken. In 1592 kreeg de stad van koning Filips II stadsrechten en in 1607 werd Havana de hoofdstad van de Spaanse kolonie Cuba. In de 17e eeuw groeide de stad sterk maar in 1649 sloeg de gele koorts toe en kromp de bevolking met een derde. Begin 18e eeuw was het na Lima en Boston de grootste stad in Amerika. In 1762 werd de stad veroverd door Groot-Brittannië. Een jaar later werd de Vrede van Parijs gesloten en kreeg Spanje Cuba weer terug in ruil voor Florida. Toen Havana weer in Spaanse handen was werd er alles aan gedaan om de stad onneembaar te maken en begonnen met de bouw van het fort Fortaleza de San Carlos de la Cabaña om de ingang van de haven te beschermen. De Engelse bezetting ende daarop volgende vrede betekende wel het begin van de handel tussen Havana en Noord-Amerika en de Britse Caraïben.

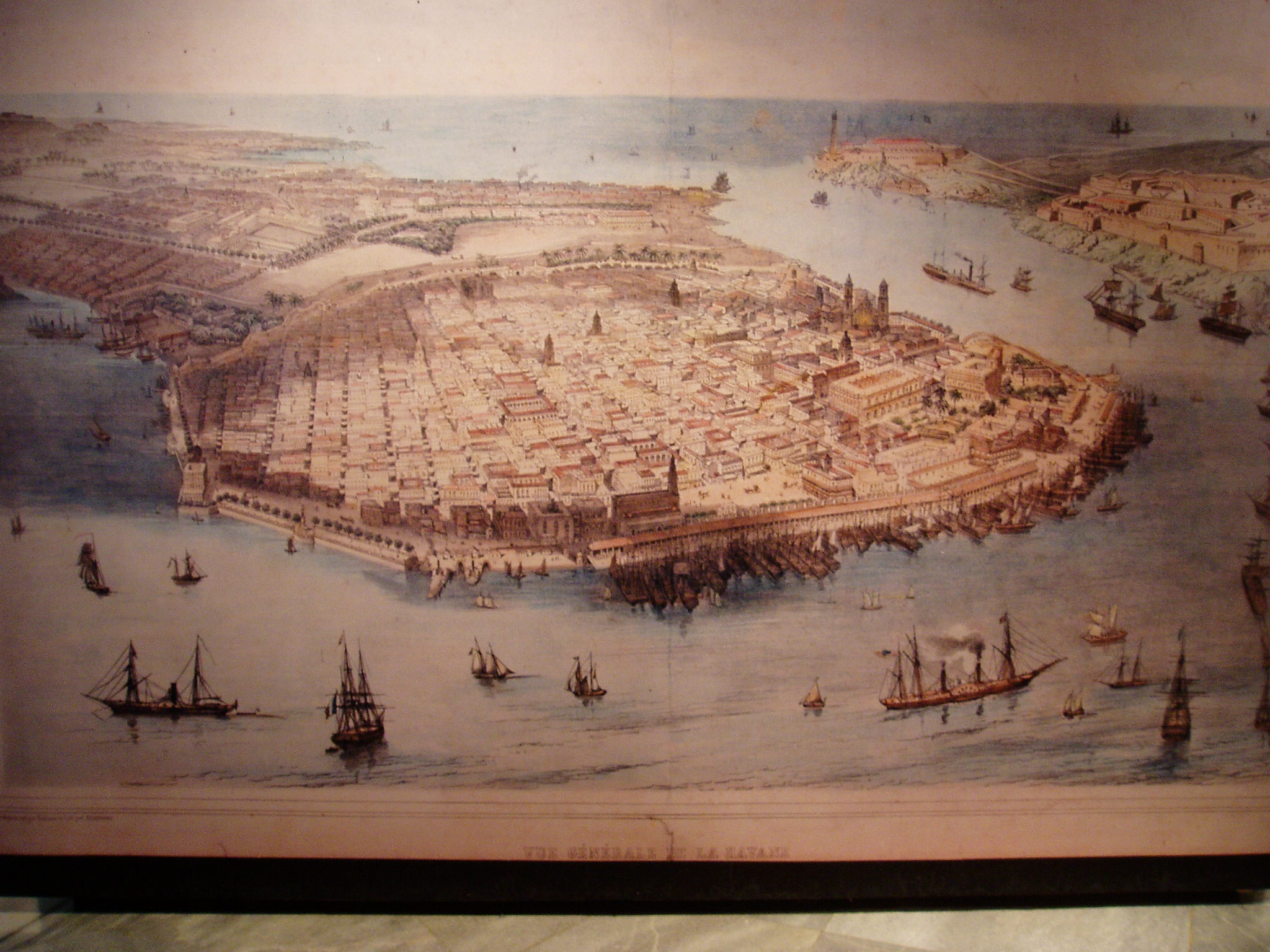
Havana in de 19e eeuw

Vanaf de 19e eeuw zou de stad ook op cultureel gebied opleven. Dit was de tijd van grote optredens met bekende artiesten en waarin mooie stadspaleizen werd gebouwd. In 1863 werd de stadsmuur afgebroken zodat ook daarbuiten gebouwd kon worden. Cuba heeft een aantal revoluties gekend. Deze begonnen bijna altijd in het zuidoosten van het eiland en bereikten niet altijd de hoofdstad. Toen in 1898 het Amerikaanse marineschip USS Maine in de haven van Havana ontplofte steunden de Amerikanen de opstandelingen en brak de Spaans-Amerikaanse Oorlog uit. Cuba werd in datzelfde jaar nog onafhankelijk. De stad werd een belangrijk uitgaansgebied voor Amerikanen en ook in architectonisch opzicht werd de stad op de kaart gezet en in de jaren twintig van de twintigste eeuw werd begonnen met de aanleg van grote boulevards, o.a. door de inzet van de Franse landschapsarchitect Jean-Claude Nicolas Forestier. Deze periode was ook de tijd van de Amerikaanse drooglegging waardoor vele toeristen naar de stad kwamen om te drinken en te gokken. De keerzijde was dat onderwereldfiguren als Salvatore Lucania, Meyer Lansky en Santo Trafficante Jr. grote invloed hadden op de stad. Deze Amerikaanse invloed, die nog wel eens als negatief werd gezien, bleef bestaan tot aan de Cubaanse Revolutie in 1959, toen de door de VS gesteunde dictator Batista de wijk nam en Fidel Castro de macht overnam. Hierna stortte het toerisme in en zou Las Vegas een belangrijk deel van de gokindustrie overnemen. Na de revolutie werd Havana een tijd lang de revolutionaire hoofdstad van de wereld genoemd omdat van hieruit revoluties in andere Zuid-Amerikaanse en Afrikaanse landen gepland werden.

## Stadsbeeld
Havana is de levendige hoofdstad van Cuba en ligt aan de gelijknamige baai. De stad herbergt vele oude gebouwen en monumenten. De voor de toeristen bekendste wijken zijn Habana Vieja (Oud-Havana), Centro en Vedado. Habana Vieja is de oudste wijk, vol historische bezienswaardigheden en smalle steegjes. Het lijkt alsof de tijd er stil is blijven staan. Centro is een wijk in verval met gebouwen uit verschillende tijden in verscheidene bouwstijlen. Rond 1890 is de aanleg van deze wijk begonnen. De Franse stadsarchitect Jean-Claude Nicolas Forestier heeft in de jaren '20 bijgedragen aan het beeld van deze wijk: het Paseo del Prado, het plein voor de kathedraal en het park la Fraternidad zijn van zijn hand. De derde wijk is Vedado. Vedado betekent 'verboden'; de wijk kreeg deze naam, omdat er in de 16e eeuw niet op deze plaats mocht worden gebouwd omwille van militaire redenen. Het is de belangrijkste wijk met brede lanen, grote huizen en veel licht. De meeste politieke gebouwen staan er en er zijn veel winkels, bioscopen en kantoren, maar het lijkt ook een oude wijk door de oude huizen met grote tuinen.
In Havana zijn vele voorbeelden te zien van Art deco, neoclassisisme, Neobarok, Modernisme en eclecticisme. Het oude deel van Havana staat op de Werelderfgoedlijst van UNESCO.
De gebouwen in de stad hebben veel te lijden van de zoute zeelucht en hebben daarnaast te maken met decennialang achterstallig onderhoud. Sinds de jaren negentig wordt er werk gemaakt van de restauratie, o.a. met geld dat met het toerisme wordt verdiend. Het heeft ervoor gezorgd dat hele pleinen weer zijn opgeknapt en toeristen terecht kunnen in opgeknapte hotels en restaurants.
De vele Amerikaanse auto's uit de jaren vijftig die door de straten van Havana rijden zijn geliefd bij de toeristen. Voor de Cubanen zijn ze een essentieel vervoersmiddel. Sinds de economische blokkade door de VS en later een steeds lagere koopkracht, werden auto's sinds 1961 niet langer uit de VS geïmporteerd. Onderdelen zijn er evenmin verkrijgbaar. De oude auto's worden vaak rijklaar gehouden door creatieve oplossingen met weinig middelen.

## Demografie
In Havana wonen 2.132.394 (2018) mensen verspreid over 15 gemeenten op een oppervlakte van 726,75 km². Het is na Santo Domingo, Port-au-Prince en San Juan de grootste stad van de Caraïben. 19% van de Cubaanse bevolking woont in de hoofdstad. Vanaf de 17de eeuw arriveerden veel Spanjaarden op Cuba. In de eerste helft van de twintigste eeuw bereikte de Spaanse immigratie een hoogtepunt. Velen vestigden zich aan weerszijden van de steeds groter worden hoofdstad in Marianoa en Guanabacoa. Sinds 1976 maken deze gemeenten deel uit van de hoofdstad.
Tot aan de afschaf (1886) van de slavernij werden bijna 400.000 slaven uit West-Afrika aangevoerd. Velen kwamen na hun vrijheid in Havana terecht waar ze werkten voor de rijkere families. Een andere grote groep van inwijkelingen kwam uit China. Zij arriveerden op het einde van de 19de eeuw als arbeidskrachten en keerden niet terug. Later zouden nog Chinezen volgen die op de vlucht waren voor het communistische regime. Kleinere aantallen migranten kwamen uit Rusland (tot 1991) en uit de Westelijke Sahara (vluchtelingen).

## Bestuurlijke indeling
Het grondgebied van Havana is sinds de administratieve herindeling van 1976 ook een provincie. Tot 2011 werd ze 'Provincie van de stad Havana' genoemd om haar te onderscheiden van de oudere en rurale 'Provincie Havana'. In 2011 werd deze rurale provincie opgedeeld in de provincies Mayabeque en Artemisa. De stad Havana is de hoofdstad van de provincie Havana en komt hier geografisch mee overeen.
Havana bestond oorspronkelijk uit vijf aaneengesloten gemeenten. In 1961 werd de grootste gemeente, de voormalige gemeente Villa de San Cristóbal de La Habana, opgedeeld in een aantal kleinere gemeenten. Tegelijkertijd werden een aantal aangrenzende gemeenten toegevoegd, waardoor de stad in omvang sterk toenam.
Sinds 1976 bestaat Havana uit vijftien gemeenten (municipios): Arroyo Naranjo, Boyeros, Centro Habana, Cerro, Cotorro, Diez de Octubre, Guanabacoa, La Habana del Este, La Habana Vieja, La Lisa, Marianao, Playa, Plaza de la Revolución, Regla, San Miguel del Padrón.
Elke gemeente heeft een eigen gemeenteraad (Asamblea Municipal). Hierboven staat een provincieraad (la Asamblea Provincial del Poder Popular). De voorzitter van de provincieraad is tevens de burgemeester van de 15 gemeenten.

## Cultuur
Havana is de stad waar in 1898, tijdens de Spaans-Amerikaanse Oorlog, de eerste Cuba libre werd geschonken om de vriendschap tussen Cuba en de VS te vieren met een cocktail van Cubaanse rum en Amerikaanse cola. Mogelijk is de mojito op het platteland ontstaan maar werd bekend door het uitgaansleven in de stad.
Verschillende muziekstijlen en bijbehorende dansen zijn in de stad ontstaan, zoals de mambo en chachacha. De Buena Vista Social Club is een band uit Havana die verschillende Cubaanse muziekstijlen combineert en wereldberoemd is geworden. Dan is er nog het Cubaans Nationaal Ballet dat haar thuisbasis heeft in het Gran Teatro de La Habana.
De namen José Martí en Ernest Hemingway zijn sterk verbonden met de stad Havana. Hemingway Heeft jarenlang in de stad gewoond en gewerkt en bezocht de cocktailbars Bodeguita del Medio en El Floridita. Marti is een dichter, schrijver en nationale held verbonden aan de Cubaanse onafhankelijkheidsstrijd.

## Monumenten

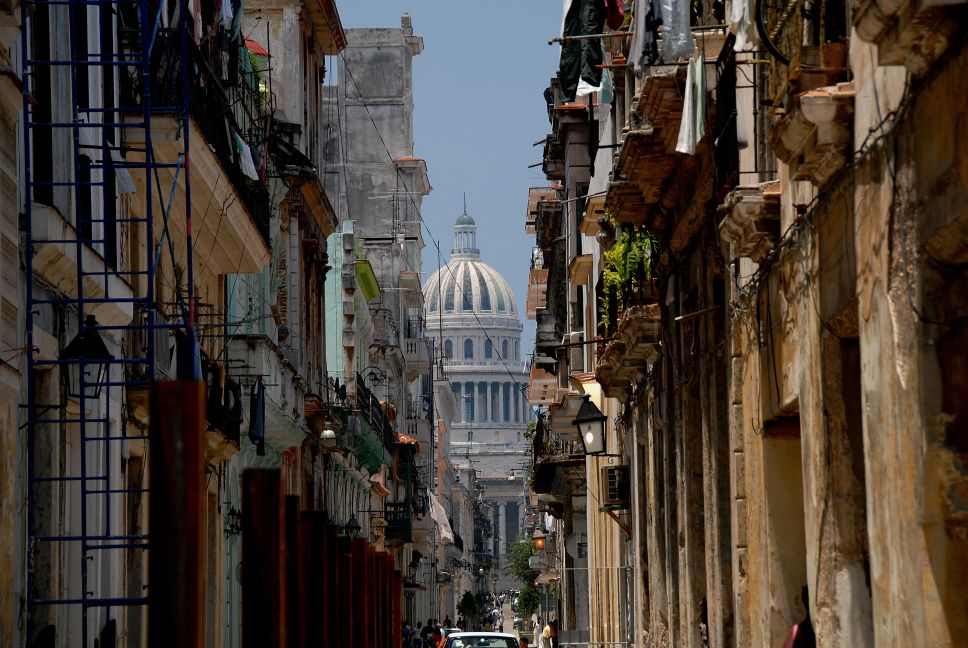
Straat in het oude Havana met op de achtergrond de koepel van het Neoclassicistische El Capitolio, opgeleverd in 1929

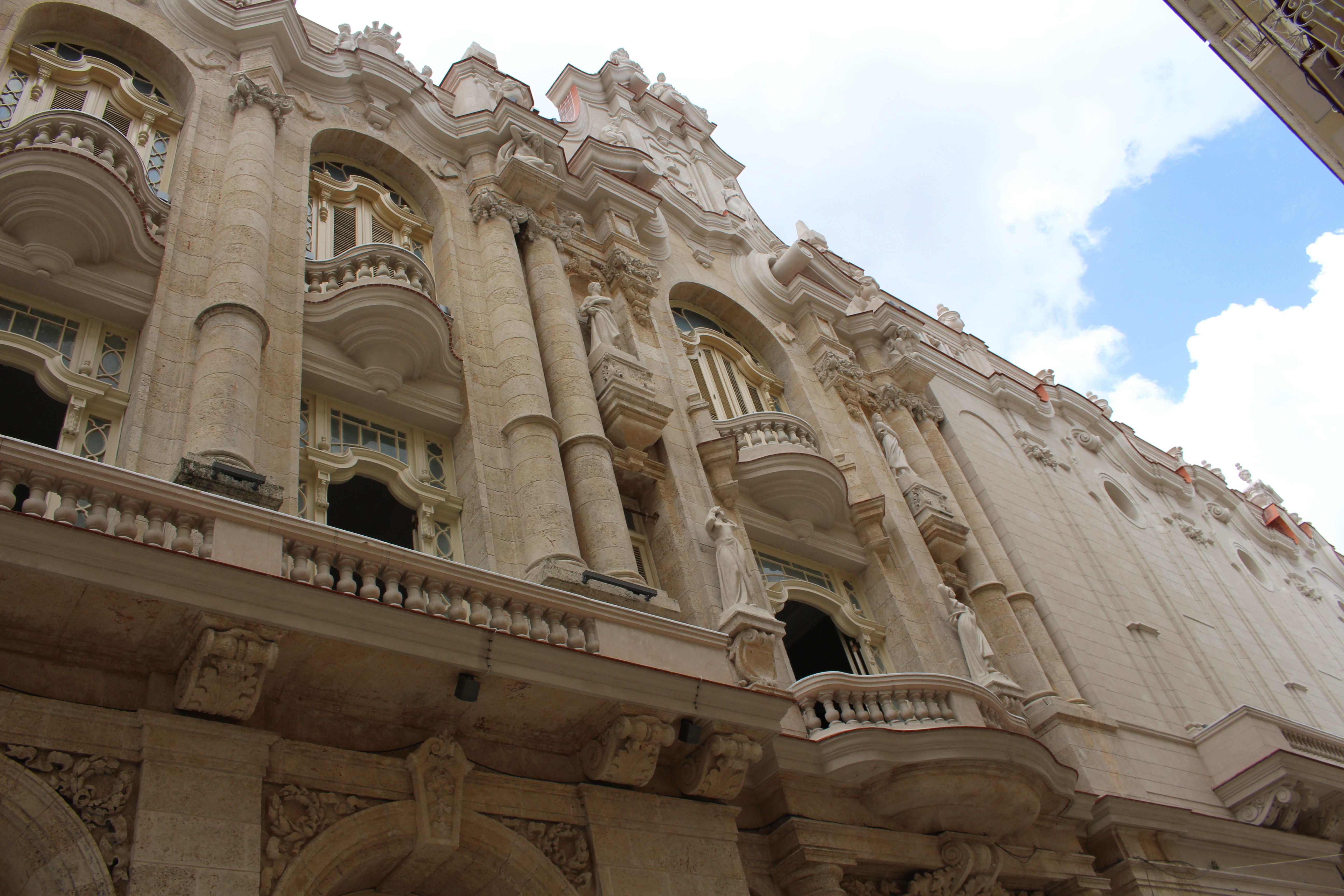
Gran Teatro de La Habana in art nouveaustijl uit 1906

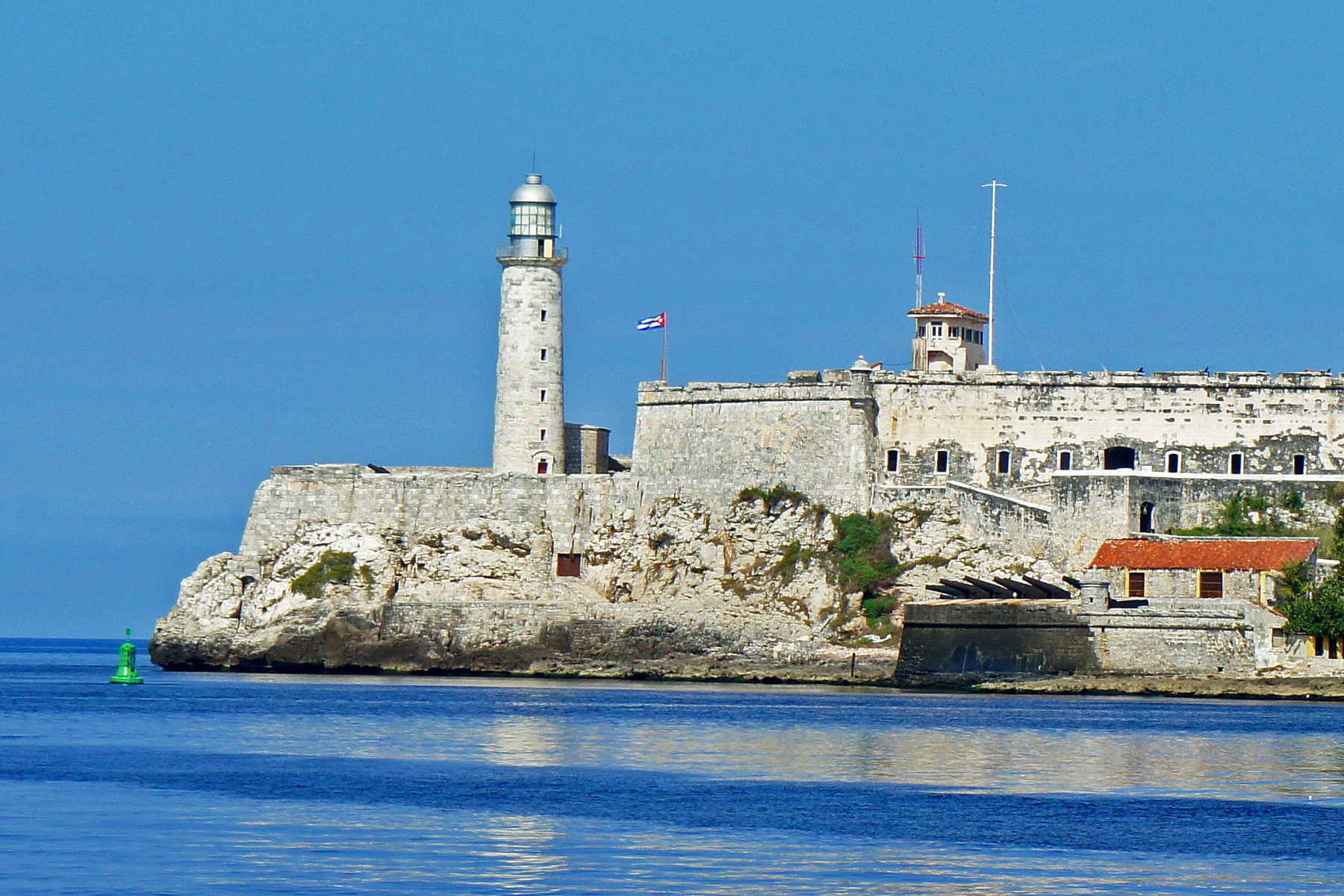
Het 16e-eeuwse Castillo del Morro

El Capitolio ligt in het centrum van de stad. Het werd gebouwd in 1929 naar het model van het Capitool in Washington. Op korte afstand vindt men het Teatro García Lorca, het Gran Teatro de La Habana, de thuishaven van het Cubaans Nationaal Ballet. Het Martí-monument in de wijk Vedado is een monument voor José Martí. Het werd gebouwd in de periode 1953-1959. Het is 109 meter hoog en heeft van bovenaf gezien de vorm van een ster. Voor de toren staat een standbeeld van José Martí. Aan de voet van het monument is binnen een zaal waar lezingen worden gegeven. Tegenover dit monument ligt de enorme esplanada waar de Cubaanse president Fidel Castro urenlange redevoeringen ten beste gaf. Aan de rand van dit plein vindt men het gebouw van het ministerie van Binnenlandse Zaken, met op de gevel een ijzeren smeedwerk naar het beeld van Che Guevara, "Hasta la victoria siempre".
De bekendste attractie van Havana is wellicht de Malecón, de kilometerslange boulevard langs de Straat Florida. Tijdens het bewind van Fidel Castro vonden massamanifestaties plaats op de Tribuna Anti-Imperialista, gelegen vlak tegenover de Amerikaanse ambassade. Daar werd onder meer in augustus 2006 de 80e verjaardag gevierd van de Cubaanse leider. Hier staat ook het monument voor de slachtoffers van de Maine, een Amerikaans pantserschip dat in 1898 zonk na een ontploffing in de haven van Havana.
Tegenover de Malecón, op de andere oever van de baai van Havana, liggen twee oude Spaanse forten. Het Castillo del Morro is het bekendste, het Fortaleza de San Carlos de la Cabaña het indrukwekkendste.
Het Palacio de los Capitanes Generales in Habana Vieja lijkt een paleis, maar was bedoeld als woonhuis, zoals duidelijk blijkt uit de Salón de los Espejos. Het paleis werd bij de onafhankelijkheid van Cuba in 1902 de zetel van de regering. Sinds 1967 is het een museum.
In het oude presidentiële paleis is tegenwoordig het Museo de la Revolución ondergebracht. Een uitgebreide tentoonstelling doet het verhaal van Cuba's recente geschiedenis. Achter het museum vindt men het "heilige der heiligen" van de Cubaanse Revolutie, het Paviljoen van de Granma, het schip waarmee Fidel en zijn "barbudos" op 2 december 1956 landden op Cuba om de revolutie op gang te brengen.
Een andere bezienswaardigheid is de Necrópolis Colón in Vedado, een begraafplaats van 55 hectare groot. Er zijn behalve graven en grafkapellen ook mausolea. Speciaal is het graf van la Milagrosa, waar volgens de overlevering een moeder en haar pas geboren kind werden begraven. Bij een herbegraving werd het kind niet aan de voeten teruggevonden, maar in de armen van de moeder.
Havana was en is nog steeds één met Ernest Hemingway, die er lange tijd verbleef en er enkele van zijn bekendste werken schreef. Hemingway bracht uren door op zijn boot Pilar voor de kust van Cojimar. De inwoners van dit dorpje aan de kust, 10 km ten oosten van Havana, hebben er te zijner ere een monument opgericht. Ook de Bodeguita del Medio, in het centrum van Havana, op enkele stappen van de kathedraal, ademt nog steeds de geest van Hemingway.
In Havana staat ook een monument voor John Lennon.

## Klimaat
| Maand                          | jan  | feb  | mrt  | apr  | mei  | jun  | jul  | aug  | sep  | okt  | nov  | dec  | Jaar  |
| ------------------------------ | ---- | ---- | ---- | ---- | ---- | ---- | ---- | ---- | ---- | ---- | ---- | ---- | ----- |
| Gemiddeld maximum (°C)         | 25,9 | 26,2 | 27,3 | 28,6 | 29,9 | 31,3 | 32,2 | 32,4 | 31,9 | 30,5 | 28,4 | 26,2 | 29,3  |
| Gemiddeld minimum (°C)         | 18,8 | 19,1 | 20,3 | 21,5 | 22,9 | 24,2 | 24,8 | 25,0 | 24,5 | 23,1 | 21,0 | 19,3 | 22,0  |
|                                |      |      |      |      |      |      |      |      |      |      |      |      |       |
| Neerslag (mm)                  | 69   | 59   | 52   | 67   | 114  | 198  | 130  | 122  | 170  | 149  | 88   | 63   | 106,8 |
| Bron: Weer Havana - Worldmeteo |      |      |      |      |      |      |      |      |      |      |      |      |       |

## Stedenbanden
- Cádiz (Spanje)
- Glasgow (Verenigd Koninkrijk)
- Istanboel (Turkije)
- Rotterdam (Nederland), sinds 1983
- Cuzco (Peru)

## Bekende personen uit Havana
- Manuel Saumell (1817-1870), componist, dirigent, organist, pianist en muziekcriticus
- Ignacio Cervantes Kawanagh (1847-1905), componist en pianist
- José Martí (1853-1895), poet, schrijver en leider tijdens de Cubaanse Onafhankelijkheidsoorlog
- José Raúl Capablanca (1888-1942), schaker
- Alicia Alonso (1920-2019), balletdanseres en choreografe
- Celia Cruz (1925-2003), Cubaans-Amerikaans zangeres (Queen of Salsa)
- Alberto Korda (1928-2001), fotograaf
- Omara Portuondo (1930), zangeres, o.a. van de Buena Vista Social Club
- Camilo Cienfuegos (1932-1959), revolutionair
- Tomás Milián (1933-2017), acteur
- Rico Rodríguez (1934-2015), Jamaicaans trombonist
- Leo Brouwer (1939), componist, gitarist en dirigent
- Jorge Guillermo (1946), ex-echtgenoot van de Nederlandse prinses Christina
- Vicente Feliú (1947-2021), singer-songwriter, dichter en gitarist
- Ana Mendieta (1948-1985), performance-, video-artieste, beeldhouwster en schilder
- Tony Plana (1952), acteur en filmregisseur
- Andy García (1956), acteur
- María Teresa Mestre (1956), echtgenote van groothertog Hendrik van Luxemburg
- Gloria Estefan (1957), zangeres en actrice
- Carlos Lacamara (1958), acteur
- Alberto Salazar (1958), Amerikaans marathonloper
- Marlene Forte (1961), Cubaans-Amerikaans actrice, filmregisseuse en -producente
- Jon Secada (1961), zanger en songwriter
- Mariela Castro (1962), politica en seksuologe
- Franky Gee (1962-2005), zanger
- Tania Bruguera (1968), installatie- en performancekunstenaar
- Yamilé Aldama (1972), Cubaans/Soedanees hink-stap-springster
- Rodolfo Falcón (1972), zwemmer
- Iván Pedroso (1972), meervoudig wereld- en olympisch kampioen verspringen
- Yoani Sánchez (1975), blogger
- Joan Lino Martínez (1978), Spaans verspringer
- Zulia Calatayud (1979), middellangeafstandsloper
- Manuel Huerta (1984), triatleet
- Yasmani Copello (1987), Cubaans-Turks atleet
- Alfredo Quintana (1988-2021), Portugees handballer
- Chanel Terrero (1991), Cubaans-Spaanse zangeres, danseres en actrice
- Leila Martínez (1994), beachvolleyballer
- Camila Cabello (1997), zangeres
- Noslen Díaz (2002), beachvolleyballer

## Galerij

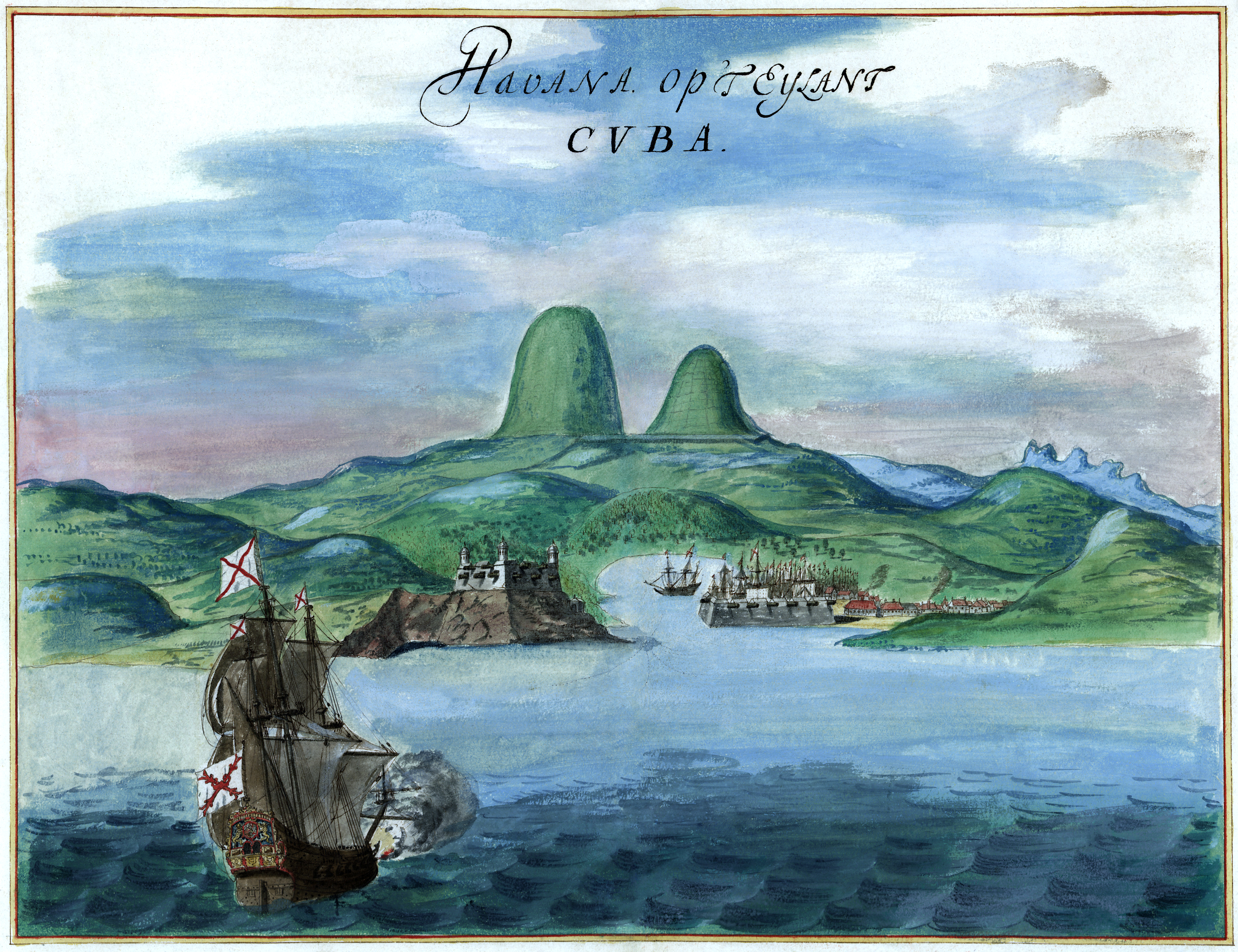
Havana in 1639
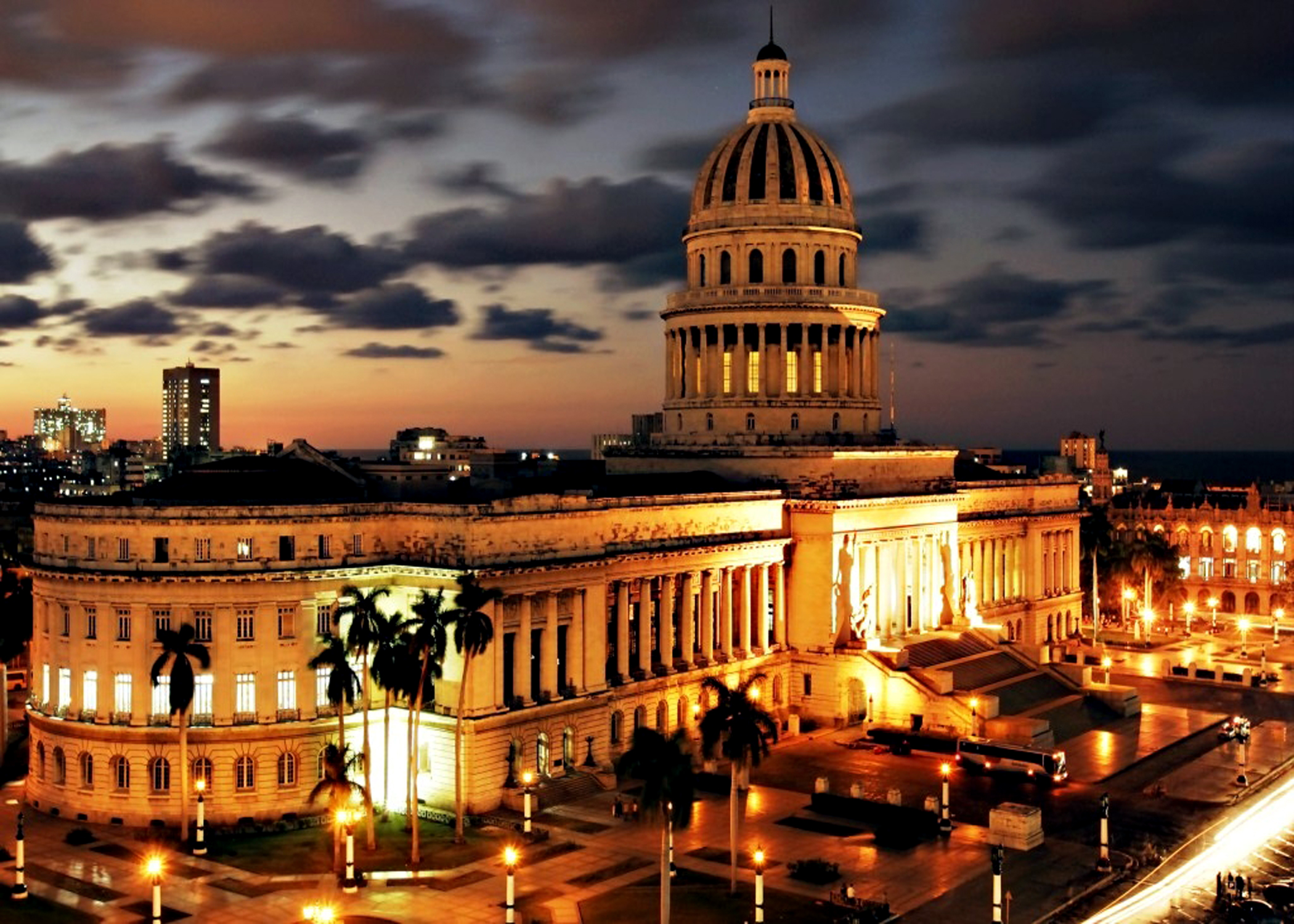
El Capitolio bij nacht
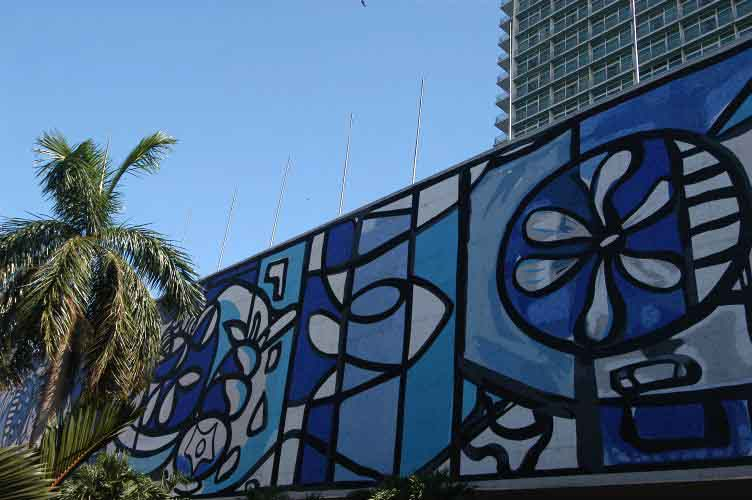
Gevel van het Hotel Havana Libre in Vedado
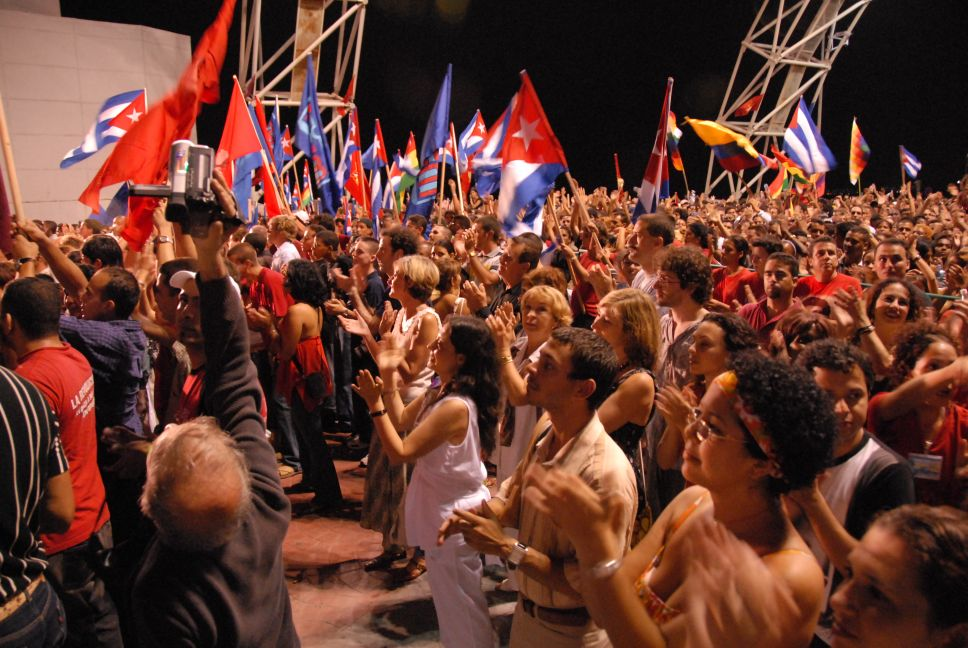
Fidel 80 jaar, Malecón 12 augustus 2006
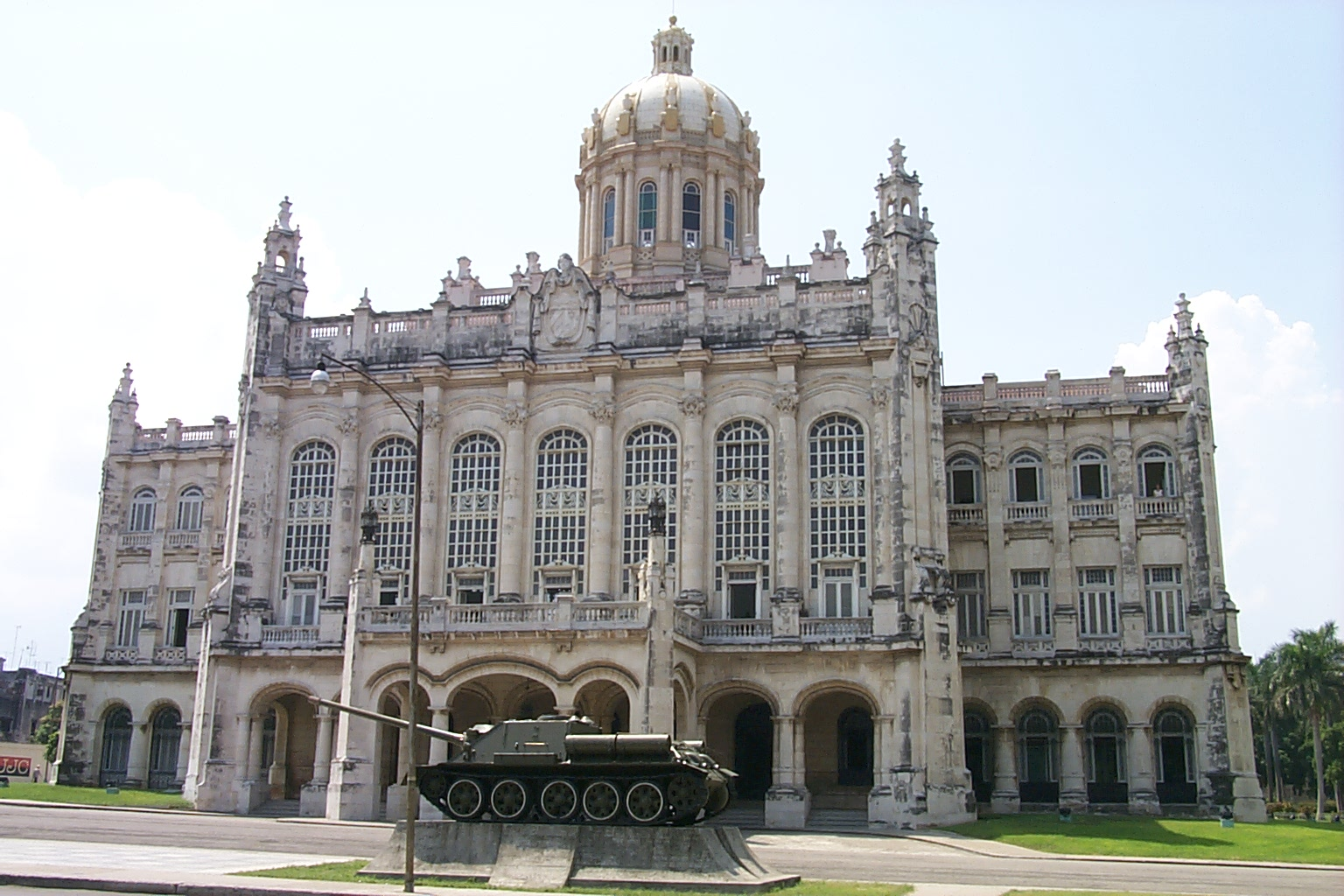
Museo de la Revolución
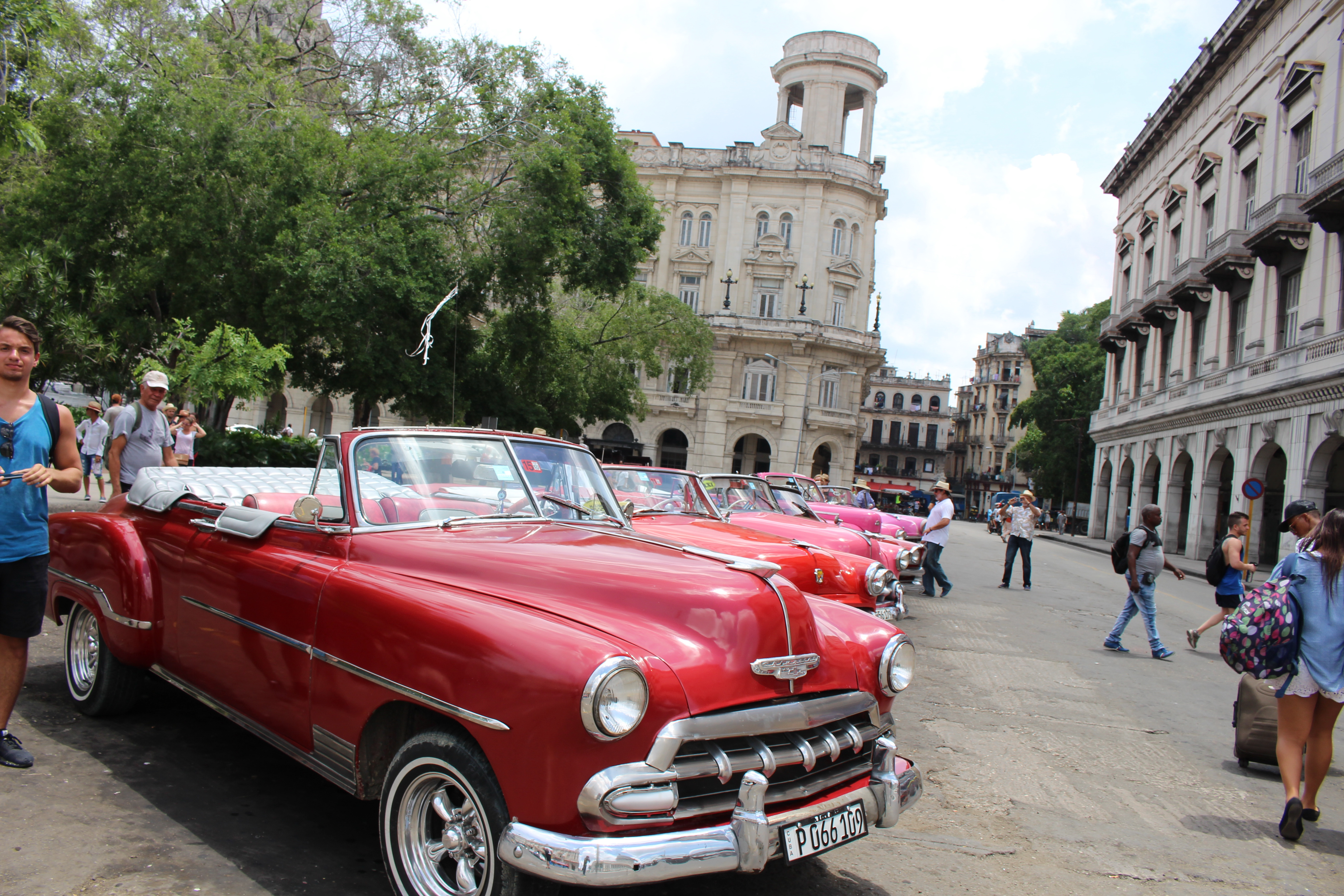
Typisch beeld van Havana met auto's van Amerikaanse makelij uit de jaren vijftig In het straatbeeld zijn dergelijke oude auto's nog veel te zien. De auto's op deze foto worden gebruikt om toeristen rond te rijden.
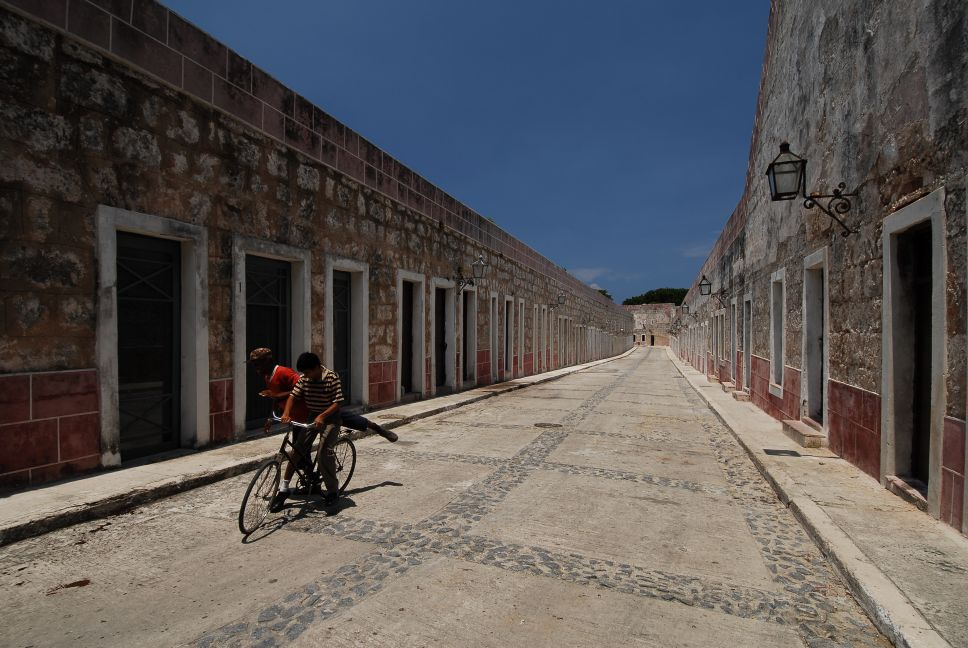
Binnen het Fortaleza de San Carlos de la Cabaña aan de overzijde van de Baai van Havana
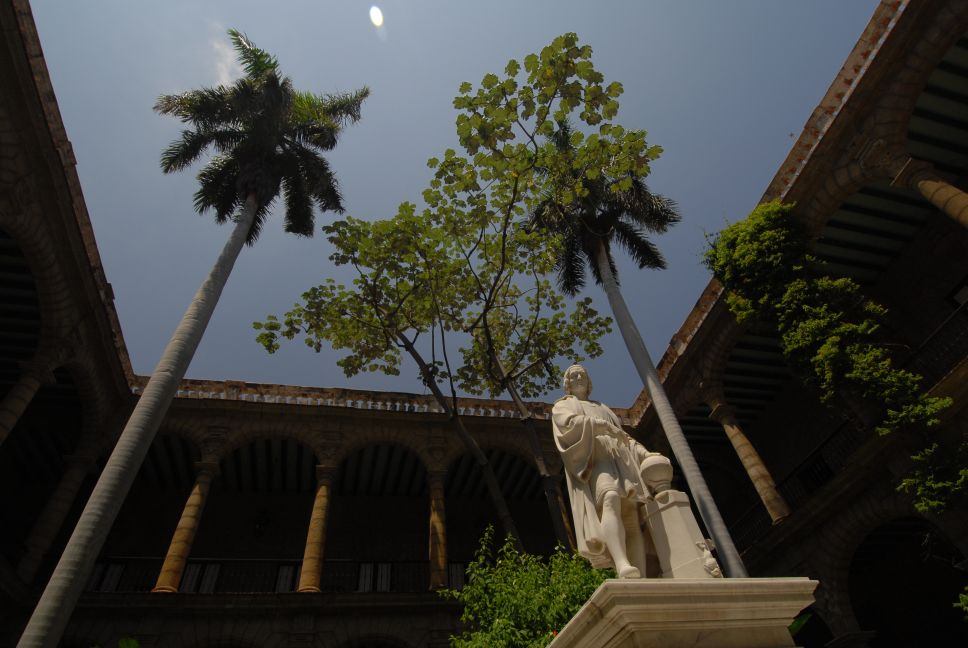
Beeld van Christoffel Columbus op de binnenplaats van het Palacio de los Capitanes Generales
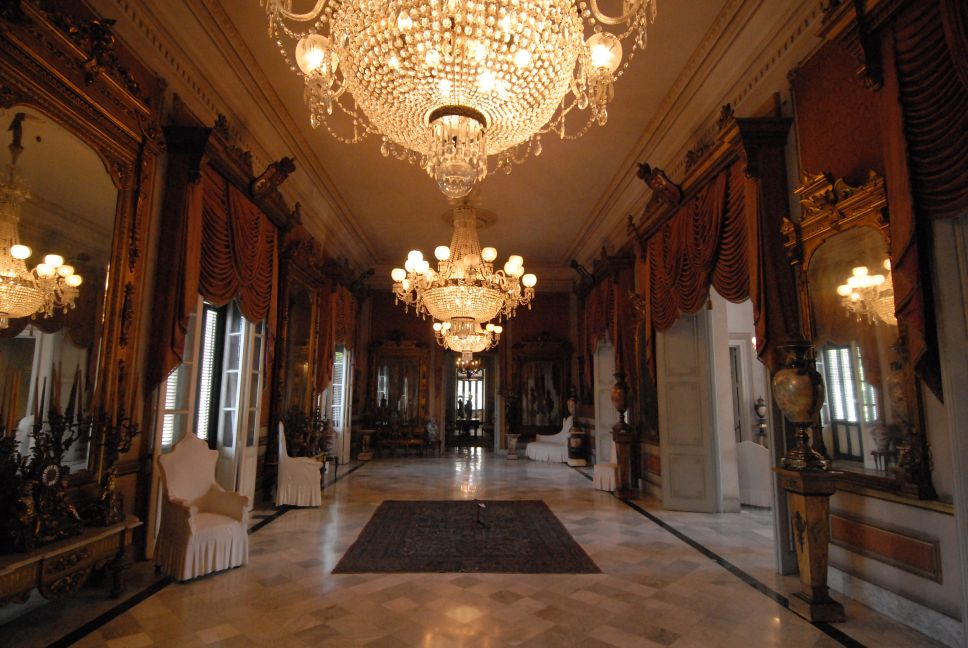
Salón de los Espejos in het Palacio de los Capitanes Generales
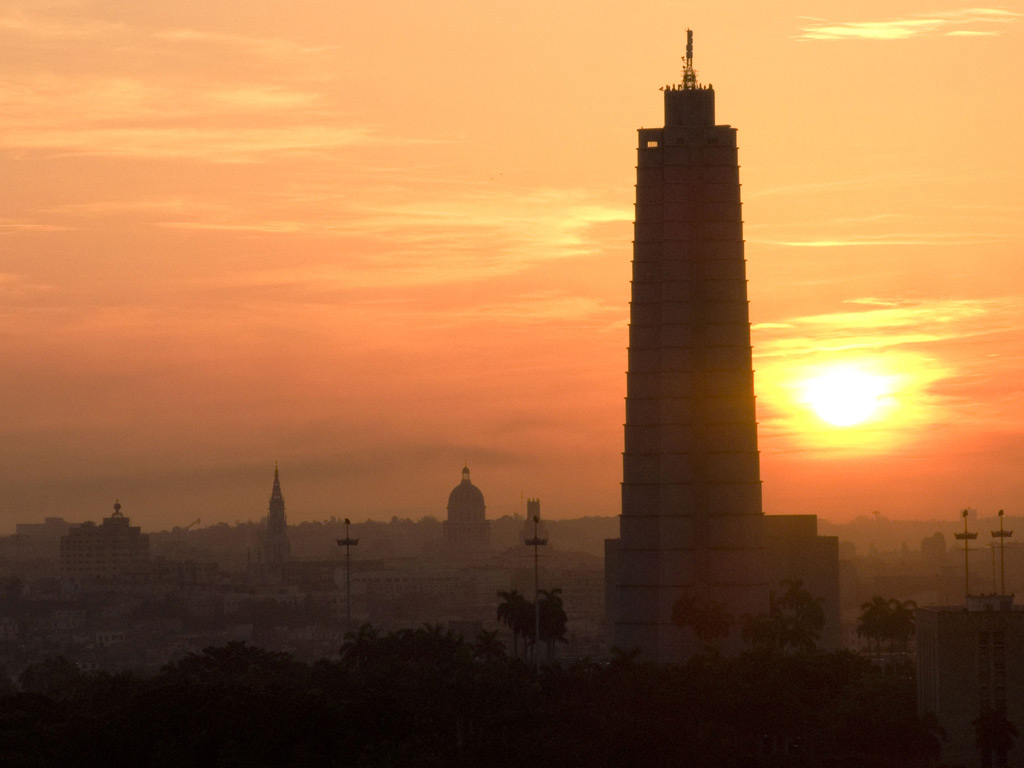
Zonsopgang bij het Martí monument
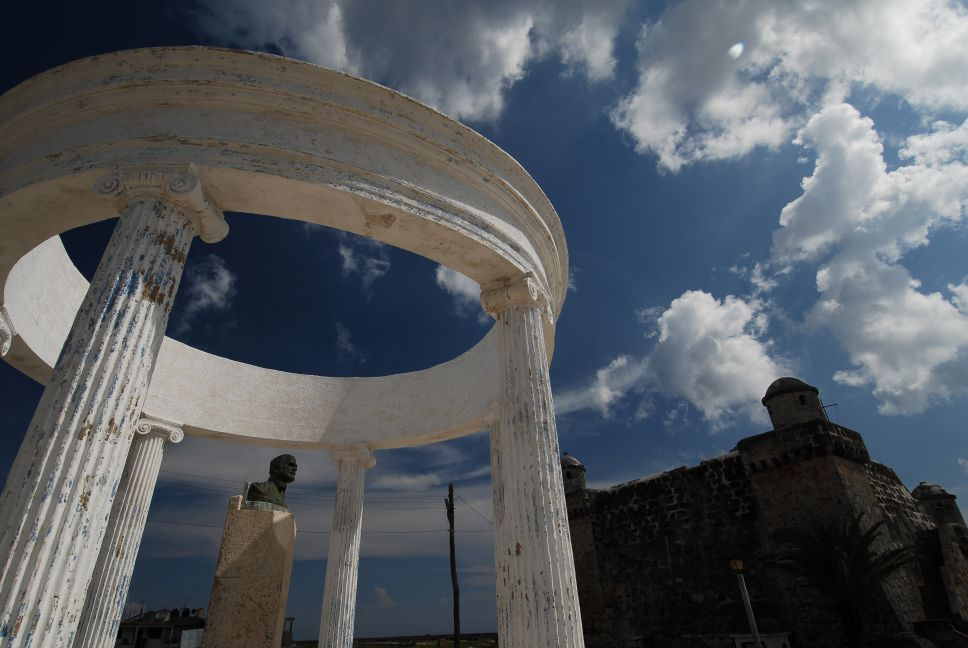
Buste van Ernest Hemingway in de wijk Cojimar
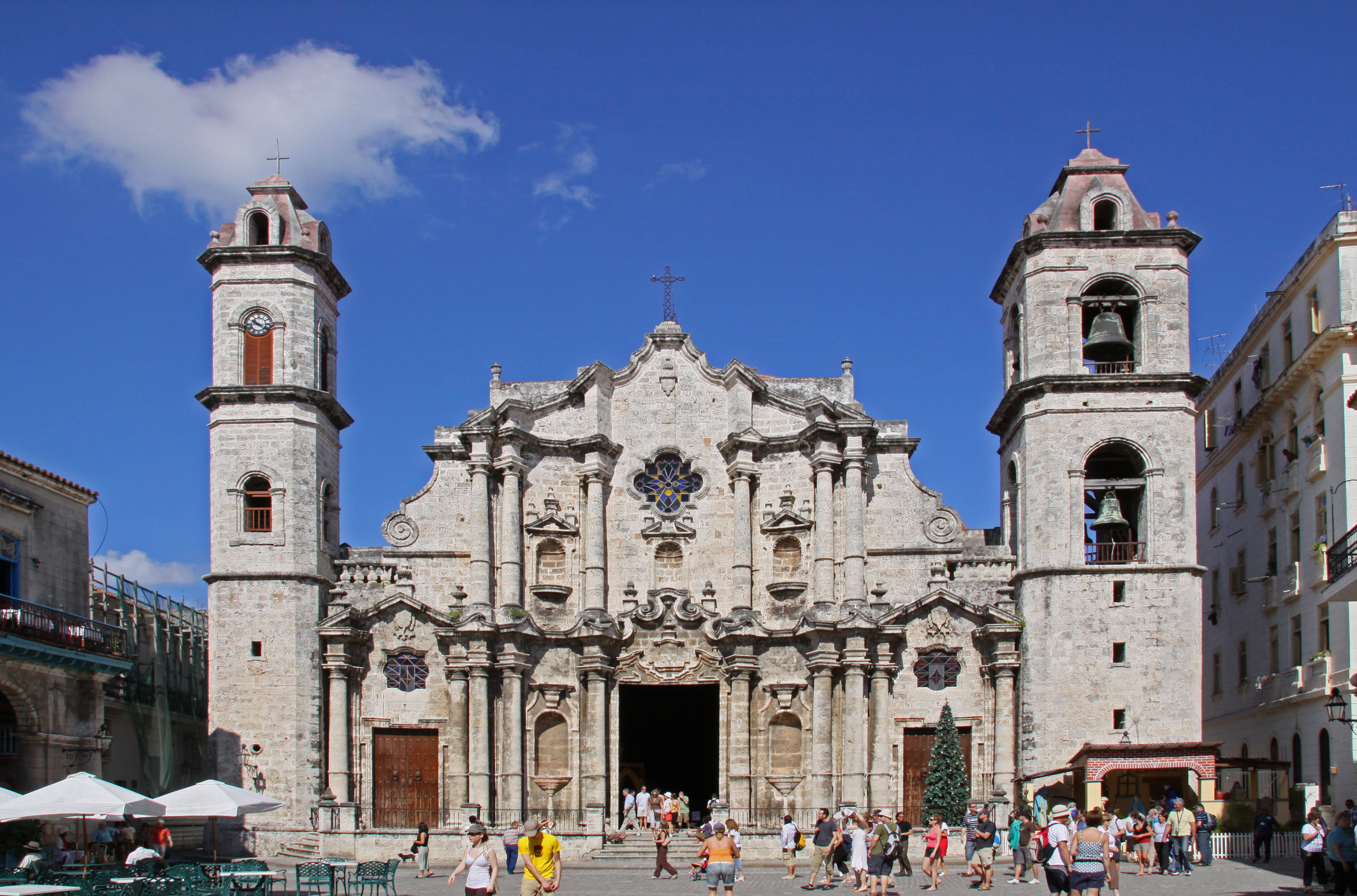
Kathedraal van Havana
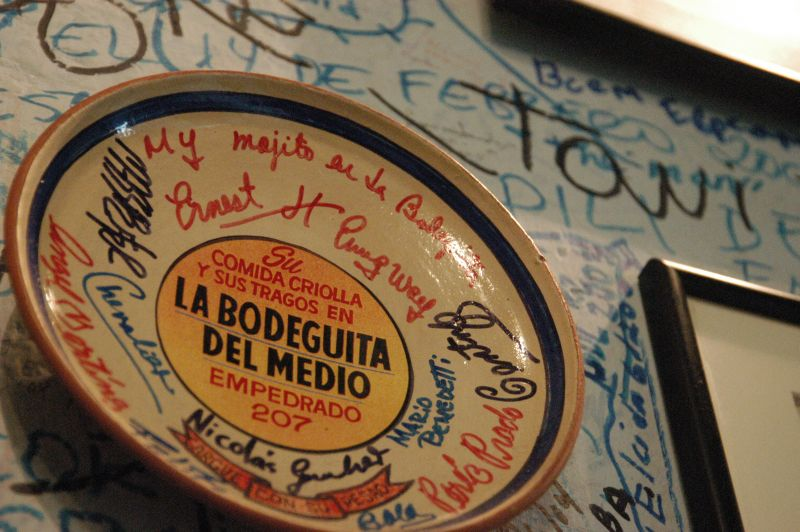
In de bar Bodeguita del Medio waar Ernest Hemingway zijn mojito's dronk.
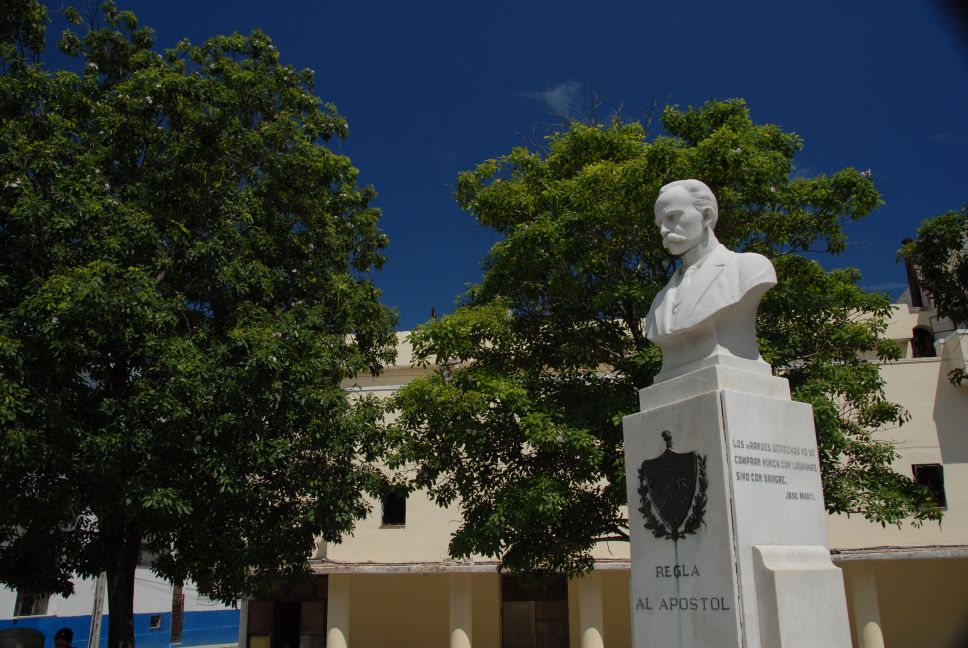
Buste van José Martí in Regla, overzijde van de baai in Havana
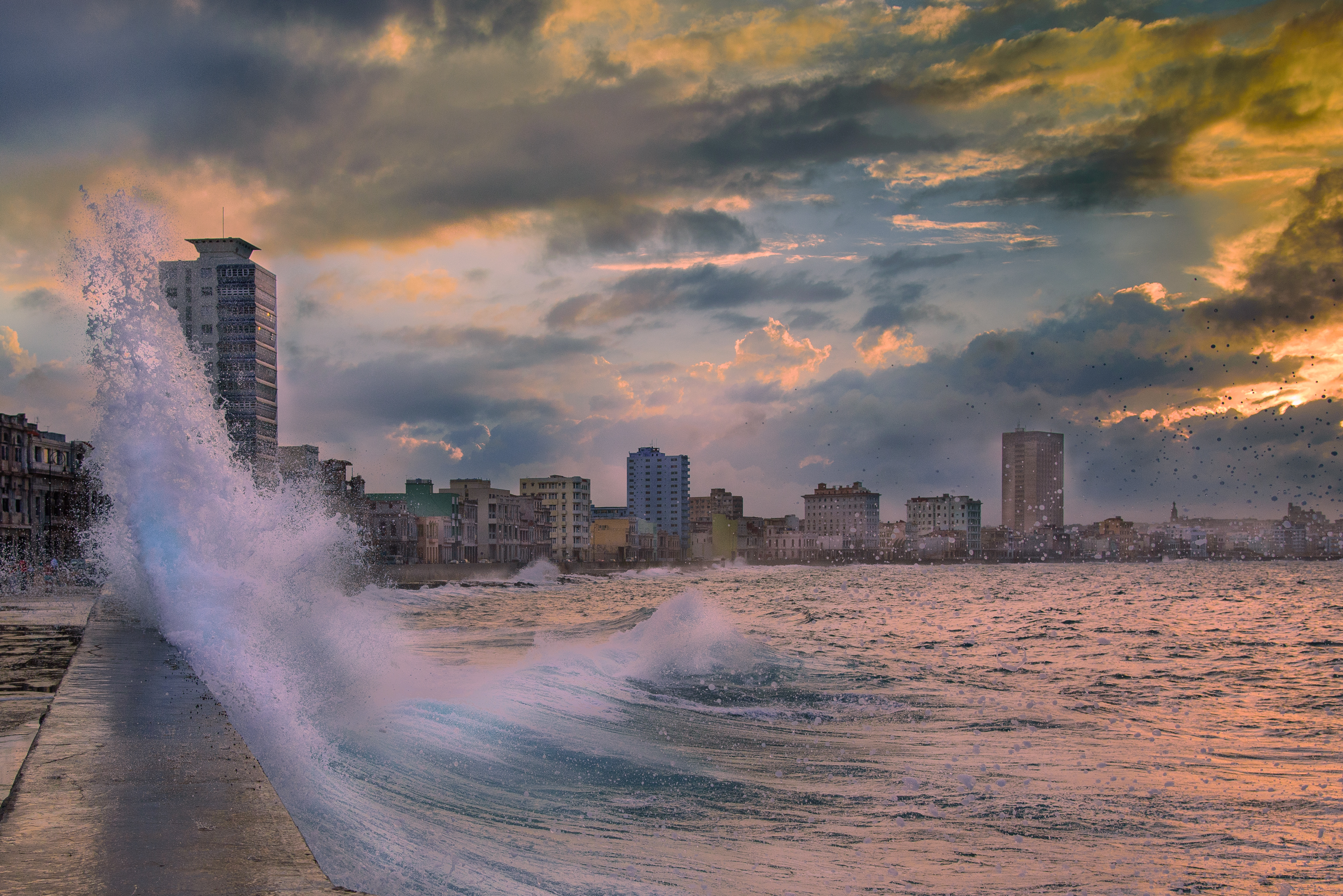
De Malecón bij ruig weer
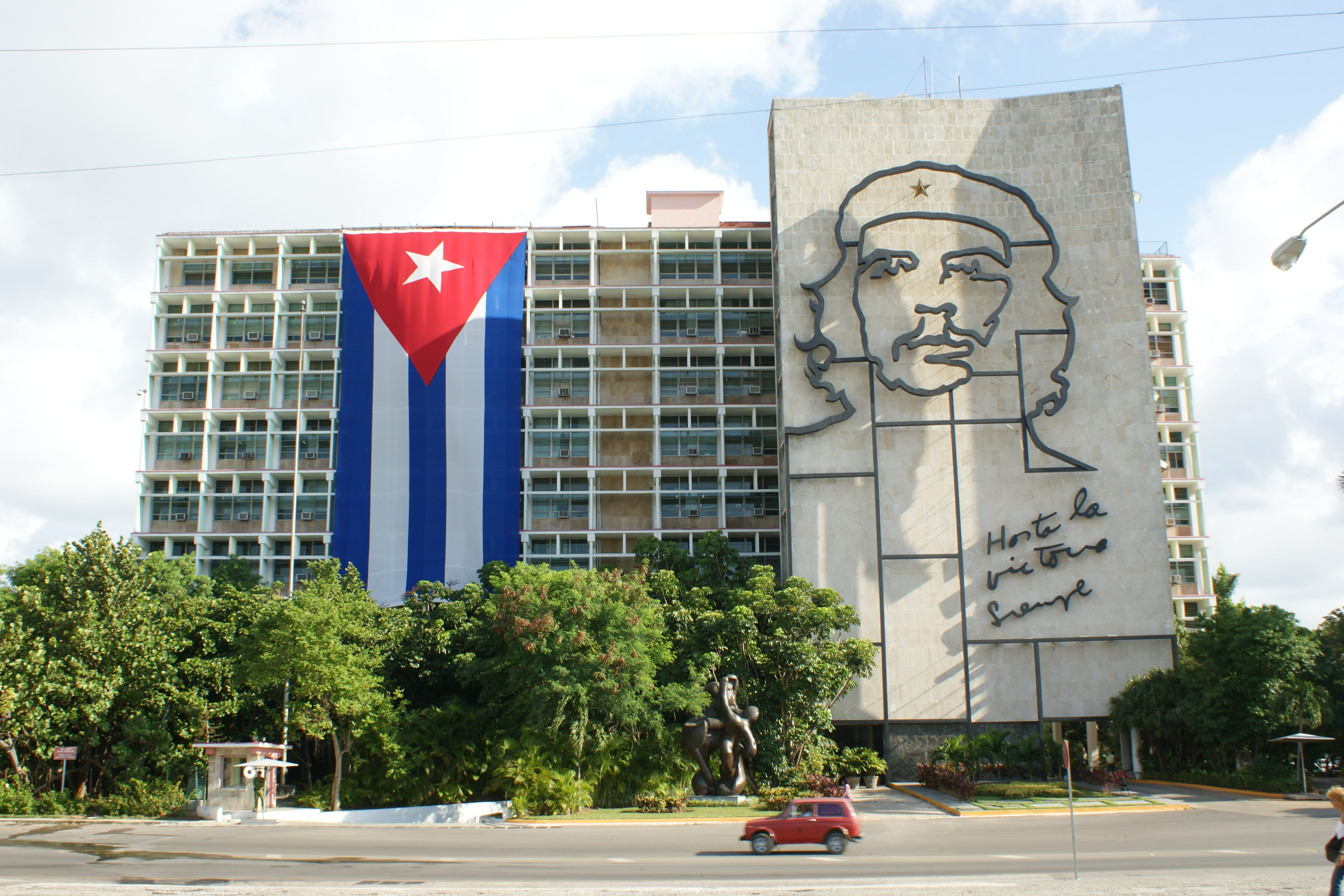
Het ministerie van binnenlandse zaken met de smeedijzeren afbeelding van Che Guevara